# Даніель Камбронеро
Даніель Камбронеро (ісп. Daniel Cambronero, нар. 1 грудня 1987, Сан-Хосе) — костариканський футболіст, воротар клубу «Ередіано» та  національної збірної Коста-Рики.

## Клубна кар'єра
У дорослому футболі дебютував 2003 року виступами за команду клубу «Сапрісса», в якій провів чотири сезони.
Згодом з 2007 по 2010 рік грав у складі команд клубів «Пунтаренас» та «Універсідад де Коста-Рика».
До складу клубу «Ередіано» приєднався 2011 року.

## Виступи за збірні
Протягом 2001–2004 років залучався до складу молодіжної збірної Коста-Рики.
2004 року дебютував в офіційних матчах у складі національної збірної Коста-Рики. Наразі провів у формі головної команди країни 2 матчі.
31 травня 2014 року був включений до заявки збірної для участі у тогорічному чемпіонаті світу у Бразилії.

## Титули і досягнення
- Бронзовий призер Ігор Центральної Америки та Карибського басейну: 2006
- Переможець Центральноамериканського кубка: 2013, 2014